# ZOOP

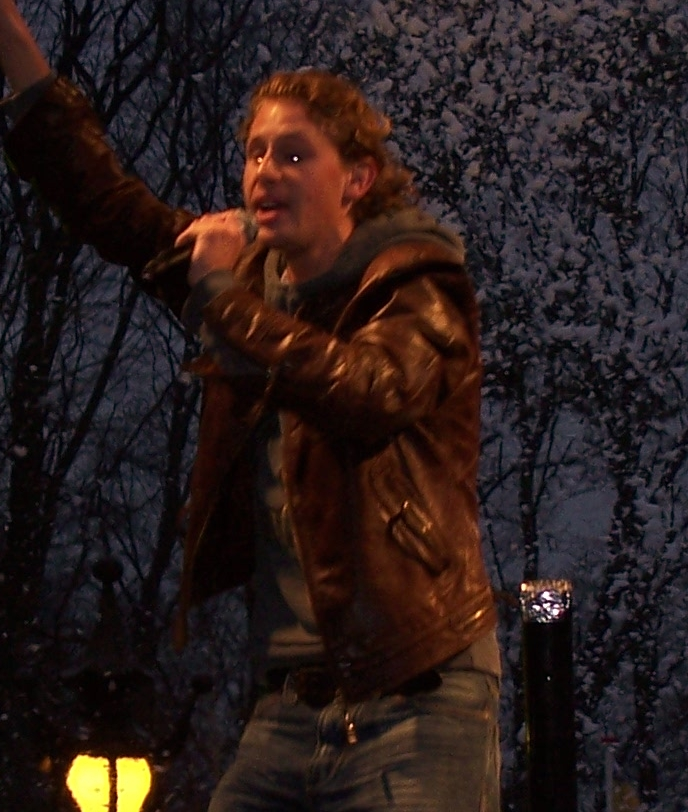
Bastiaan

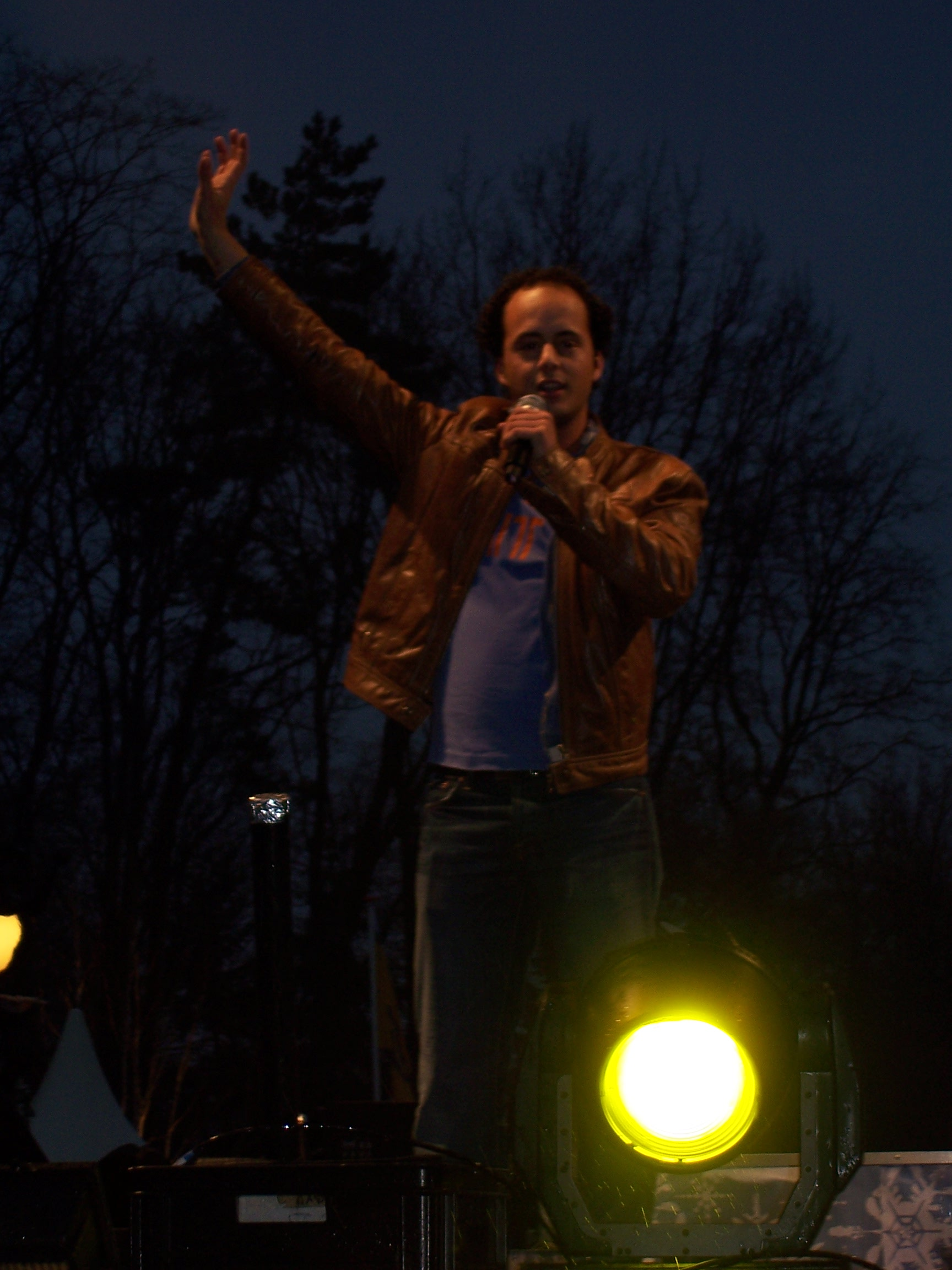
Moes

ZOOP was een populaire Nederlandse jeugd-soapserie waarin acht jongeren een opleiding volgden tot dierenverzorger in het Ouwehands Dierenpark in Rhenen. De serie werd uitgezonden door jeugdzender Nickelodeon. Het was de eerste Nederlandse live-actionserie van die zender.

## Uitzendingen

### Seizoen 1
Seizoen 1 werd voor de eerste keer uitgezonden van april tot november 2004. 
Acht rangers ontmoeten elkaar voor het eerst in Ouwehands Dierenpark. Hier gaan ze een opleiding volgen tot dierenverzorger. Zij krijgen hier les van de strenge Gaby en -de iets minder strenge- Fabian. Roy, de klusjesman, vindt de opleiding maar niks en geeft de rangers van veel dingen de schuld, zoals van diefstallen die plaatsvinden in het park.   
Er ontstaan verschillende verhaallijnen: Zo kan Elise met dieren praten, waardoor zij met enkele dieren een speciale band krijgt, wil Bionda per se de zeeleeuwenshow geven, werkt Bastiaan zich vaak in onhandige situaties, probeert Sira (die in het park woont met haar moeder Maxime en zus Filo) bij de groep te horen, heeft Mike, die van zijn ouders diplomaat moest worden, zich stiekem aangemeld bij de opleiding, heeft Alwin vaak ruzie met Fabian en Gaby, moet Taffie bij de bar gaan werken om haar opleiding te betalen en houdt Moes een 'Taffieboek' bij.
Later krijgen onder andere Mike en Elise, die samen een boek uitbrengen, een relatie. Daarnaast is Bastiaan verliefd op Bionda, Sira op Alwin en Moes op Taffie. Later is het uit met Mike en Elise en krijgen Elise en Alwin een relatie.
In het park raken verschillende dieren ziek. In eerste instantie worden Roy en een tweeling die het park regelmatig bezoeken verdacht, maar uiteindelijk blijkt dat een ambtenaar hier achter zit. Door deze ontmaskering krijgt Moes een grote geldprijs. Hij besluit om een Afrikaanse prins naar het park te halen die witte leeuwen in het wild beschermt. Zijn naam is Dayo en hij blijkt oog te hebben voor Sira, die uiteindelijk ook verliefd op hem wordt. 
Er landt een parachutist in de boom. Dit blijkt Bertrand te zijn, waarmee Maxime een relatie krijgt. Later verblijft er iemand met een camper in het dierenpark. Dit blijkt Siegfried te zijn, de vader van Sira en Filo en de ex van Maxime. 
Dayo gaat later in het seizoen terug naar Afrika en laat Sira achter in Nederland. Zij wil niet naar Afrika, nu ze haar vader eindelijk heeft leren kennen. 
Aan het eind van het seizoen krijgen de rangers te horen of ze door zijn naar het volgende jaar of niet.

### Seizoen 2
Het tweede seizoen liep van april tot juni 2005. 
Na de diploma-uitreiking hebben alle rangers punten meegekregen om aan te werken. Fabian gedraagt zich steeds gekker en geeft minder (goed) les. Later blijkt dat hij een groot geldbedrag heeft gewonnen en op wereldreis gaat. In zijn plaats komt Berenger, een jeugdvriend van Fabian die veel gereisd heeft en veel van dieren weet. 
Alwin vertrekt halverwege het seizoen naar Amerika en verlaat zo de serie. In zijn plaats komt Aaron, een boerenjongen die buiten de boerderij nog weinig van de dierentuin weet. Taffie denkt, na een ongeval met de leeuwen, dat ze overwinnelijk is en gaat het verblijf van de zeearenden binnen. Hier wordt zij echter aangevallen, waardoor ze gered wordt door Aaron. Hij raakt echter zo gewond dat hij meegenomen wordt naar de kliniek en verzorgd wordt door Mike, Taffie en uiteindelijk ook de andere rangers.
Niet alleen Berenger en Gaby worden verliefd op elkaar, ook Siegfried en Maxime vinden elkaar weer, met hulp door Sira en Filo.
Aan het eind van het seizoen werd er bekendgemaakt dat ze naar Afrika gingen (ter promotie van de speelfilm Zoop in Afrika).

### Seizoen 3
Het derde seizoen liep van september 2005 tot juni 2006. 
Dit seizoen is elke ranger een keer hoofdverzorger. In deze functie hebben ze elk een speerpunt, waar ze zich op focussen en lessen over geven aan de andere rangers. Zo zijn Berenger en Gaby bij wat minder lessen aanwezig dan bij vorige seizoenen. 
Aan het begin van het seizoen komen de rangers terug uit Afrika. Aaron mist de boerderij en verlaat uiteindelijk de dierentuin om terug naar huis te keren. In de dierentuin missen steeds meer dieren. Later wordt duidelijk dat Roy hier achter zit om een eigen dierentuin te starten. Aanvankelijk dreigt Roy veroordeeld te worden en het park te moeten verlaten, maar hij krijgt toch weer een baan als klusjesman. Hij fraudeert echter met een diploma, om zo lessen aan de rangers te geven.
Verder maken we kennis met een jongen die verward en zonder geheugen op het park rondloopt. Hij blijkt een staart te hebben, die hij al vanaf zijn geboorte heeft. Hij wordt door Bionda gevonden en verzorgd en "Stinko" genoemd. Later in het seizoen blijkt dat hij Kaspar heet, uit een rijke familie komt en hij de erfenis krijgt als hij op zijn 18e levensjaar zijn staart nog draagt.
Bastiaan en Moes beginnen een zangduo onder de naam "B.E.M." (Bastiaan en Moes). Sira wordt hun manager. De groep is een tijd succesvol, tot Moes erachter komt hij dit artiestenleven niet ziet zitten. Bastiaan gaat hierna solo verder tot ook hij geen succes meer heeft en er mee stopt.
Gaby en Berenger krijgen een relatie en na een poos vraagt Berenger Gaby ten huwelijk. Lottie steekt hier echter een stokje voor. Zij beweert met Berenger getrouwd te zijn en vraagt Berenger mee te gaan naar China om een dinosaurus op te graven. Gaby weet niet meer of Berenger te vertrouwen is en zoekt met Maxime uit wat de waarheid is. Uiteindelijk komen ze achter de waarheid, vertrekt Lottie en trouwen Gaby en Berenger met elkaar.
Aan het eind van het seizoen zijn alle rangers verder naar het volgende jaar. Dit volgende jaar wordt echter niet meer afgemaakt in een nieuw seizoen, omdat Nickelodeon besluit te stoppen met het maken van een nieuw seizoen, om plaats te maken voor Het Huis Anubis.

### Na het derde seizoen
Na afloop van het derde seizoen werden alle afleveringen opnieuw uitgezonden. De laatste uitzending was te zien in 2010. Tussen de seizoenen door werden er ook speciale afleveringen uitgezonden. Hierdoor was de serie voor een periode van zes jaar dagelijks te zien op Nickelodeon.

#### Herhalingen 2013/2014
Van 2 september 2013 t/m 7 februari 2014 werden de eerste 2 seizoenen herhaald met een nieuw intro en nieuw logo. Vanaf 30 juni 2014 werd het derde seizoen herhaald.

#### Videoland
Sinds augustus 2019 is de volledige televisieserie terug te zien op streamingdienst Videoland. Een jaar later, in augustus 2020, verkregen zij ook de rechten van de drie films; Zoop in Afrika, Zoop in India en Zoop in Zuid-Amerika om die op hun streamingdienst aan te bieden. In juli 2023 kwam Videoland met de televisiespecial ZOOP: De Reünie.

## Rolverdeling

### Hoofdrolspelers
| Acteur                 | Personage               | Van  | Tot  |
| ---------------------- | ----------------------- | ---- | ---- |
| Juliette van Ardenne   | Sira Schilt             | 2004 | 2006 |
| Vivienne van den Assem | Elise Pardoel           | 2004 | 2006 |
| Erwan van Buuren       | Alwin Bendorff          | 2004 | 2005 |
| Nicolette van Dam      | Bionda Kroonenberg      | 2004 | 2006 |
| Ewout Genemans         | Bastiaan van Diemen     | 2004 | 2006 |
| Jon Karthaus           | Moes Brinksma           | 2004 | 2006 |
| Sander Jan Klerk       | Aaron Zomerkamp         | 2005 | 2006 |
| Patrick Martens        | Mike Bosboom            | 2004 | 2006 |
| Monique van der Werff  | Taffie Arends           | 2004 | 2006 |
| Teun Kuilboer          | Kasper van Ooi (Stinko) | 2005 | 2006 |

| Acteur        | Personage             | Van  | Tot  |
| ------------- | --------------------- | ---- | ---- |
| Sabine Koning | Gaby Meerman Berenger | 2004 | 2006 |
| Raymi Sambo   | Bowey Berenger        | 2005 | 2006 |
| Thomas Sykora | Fabian de Beurre      | 2004 | 2005 |

| Acteur            | Personage                            | Personage                            | Personage                            |
| ----------------- | ------------------------------------ | ------------------------------------ | ------------------------------------ |
| Kim Boekhoorn     | Filo Schilt (de zus van Sira)        | Filo Schilt (de zus van Sira)        | Filo Schilt (de zus van Sira)        |
| Pieternel Pouwels | Maxime Schilt (de moeder van Sira)   | Maxime Schilt (de moeder van Sira)   | Maxime Schilt (de moeder van Sira)   |
| Ernst Löw         | Siegfried Schilt (de vader van Sira) | Siegfried Schilt (de vader van Sira) | Siegfried Schilt (de vader van Sira) |
| Hugo Maerten      | Roy Akkermans (de klusjesman)        | Roy Akkermans (de klusjesman)        | Roy Akkermans (de klusjesman)        |

### Gastrollen
| Acteur                                                 | Personage                    |
| ------------------------------------------------------ | ---------------------------- |
| Marlies van Alcmaer                                    | oma van Elise                |
| Anna Crott                                             | Magda Bosboom                |
| Tatum Dagelet                                          | Lottie                       |
| Leo Hogenboom                                          | Freek Bosboom                |
| Raoul de Jong                                          | Prins Dayo                   |
| Erik Langedijk                                         | bewaker                      |
| Fem Petraeus                                           | Becky                        |
| Luk Van Mello (seizoen 1) Jur van der Lecq (seizoen 3) | meneer Kroonenberg           |
| Hero Muller                                            | Baltazar (de opa van Kaspar) |
| Fockeline Ouwerkerk                                    | Rachelle                     |
| Wouter ten Pas                                         | meneer van Diemen            |
| Lone van Roosendaal                                    | mevrouw Kroonenberg          |
| Pim Veth                                               | Diablo (de broer van Taffie) |
| Géza Weisz                                             | Jan-Joris                    |
| Eva van de Wijdeven                                    | Madelieve                    |
| Charly Luske                                           | Peter (sergeant)             |
| John Williams                                          | Quinten (bodyguard)          |
| Ad Fernhout                                            | dierenarts                   |
| Erik Langedijk                                         | bewaker                      |
| Mark Scholten                                          | handlanger van bewaker       |

## Films

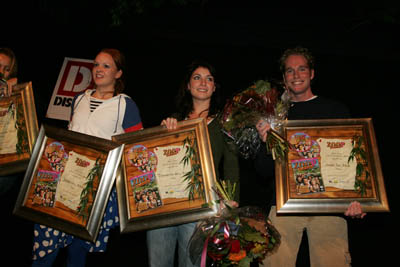
Enkele acteurs

Omdat de serie Zoop op de televisie een succes was werd er besloten om ook een speelfilm te maken. De eerste film verscheen in 2005 en draagt de naam Zoop in Afrika. De film werd goed ontvangen en won verschillende prijzen waardoor in 2006 de tweede film Zoop in India verscheen. Ook deze film werd goed bekeken en in 2007 verscheen de derde film, Zoop in Zuid-Amerika. Alle drie de films werden bekroond met de status Gouden Film.
De eerst film verscheen terwijl de serie nog op televisie te zien was, de andere twee nadat de serie al gestopt was. Nadat de derde film in de bioscoop was gekomen, had producent Johan Nijenhuis plannen om een vierde film over de rangers te gaan maken, die hij wilde laten spelen in Kenia, Australië of Canada. De vierde film werd echter geschrapt omdat niet alle vaste acteurs beschikbaar waren.
In januari 2023 plaatste Jon Karthaus op social media dat hij bezig was met het script van de vierde film "Zoop in Australië".

### Zoop in Afrika (2005)
De eerste film verscheen in juli 2005 en draagt de naam Zoop in Afrika. In de film reist de groep rangers, door middel van een uitwisselingsproject, af naar Afrika. De reis verloopt echter anders dan verwacht wanneer de privépiloot uit het vliegtuig springt met de bedoeling de rangers te laten neerstorten. De rangers overleven het vliegtuigongeluk, maar staan er nu alleen voor in de Afrikaanse jungle en savanne.

### Zoop in India (2006)
De tweede film verscheen in juni 2006 en draagt de naam Zoop in India. In de film komt oud-ranger Alwin terug naar de dierentuin om de rangers om hulp te vragen. In India zijn olifanten ontvoerd en Alwin wil samen met de groep rangers dit mysterie oplossen en de olifanten terughalen. De groep besluit om de handen ineen te slaan en reist af naar India, waar het avontuur met verschillende gevaarlijke situaties op hun staat te wachten.

### Zoop in Zuid-Amerika (2007)
De derde en tevens laatste film verscheen in juli 2007 en draagt de naam Zoop in Zuid-Amerika. In de film worden de rangers benaderd door Mida, die de rangers om hulp vraagt om in Zuid-Amerika een zeldzame vlindersoort te redden. Deze vlinders komen voor op een speciale plek die alleen bekend is bij drie expeditieleden die elk een deel van een kaart in bezit hebben. De rangers belanden in verschillende spannende situaties en komen er uiteindelijk achter dat Mida niet werkelijk is wie ze zegt.

## Special

### ZOOP: De Reünie (2023)
In juli 2023 kwam streamingdienst Videoland met de eenmalige televisiespecial ZOOP: De Reünie, waarin de oud-hoofdrolspelers na bijna 20 jaar sinds de eerste opnames met elkaar terugkeren in Ouwehands Dierenpark in Rhenen voor een reünie. Tijdens deze reünie-special halen de oud-hoofdrolspelers herinneringen op aan hun tijd in de serie, dit doen ze aan de hand van oude videofragmenten uit de televisieserie en films en aan de hand van nooit vertoonde beelden die zij zelf achter de schermen filmden.

## Dvd's
In 2004 is het eerste seizoen van ZOOP (125 afleveringen) uitgebracht op 12 dvd's. De eerste dvd bevatte 15 afleveringen en alle andere dvd's bevatten 10 afleveringen per stuk. In 2007/2008 werd de volledige serie (325 afleveringen) uitgebracht in 5 boxen van in totaal 18 dvd's.
| Box | Dvd | Afleveringen |   | Box | Dvd         | Afleveringen |   | Box         | Dvd | Afleveringen |
| 1   | 1   | 1 t/m 18     | 3 | 1   | 144 t/m 161 | 5            | 1 | 252 t/m 269 |     |              |
| 1   | 2   | 19 t/m 36    | 3 | 2   | 162 t/m 179 | 5            | 2 | 270 t/m 287 |     |              |
| 1   | 3   | 37 t/m 54    | 3 | 3   | 180 t/m 197 | 5            | 3 | 288 t/m 305 |     |              |
| 1   | 4   | 55 t/m 72    | 3 |     |             | 5            | 4 | 306 t/m 325 |     |              |
| 2   | 1   | 73 t/m 90    | 4 | 1   | 198 t/m 215 |              |   |             |     |              |
| 2   | 2   | 91 t/m 108   | 4 | 2   | 216 t/m 233 |              |   |             |     |              |
| 2   | 3   | 109 t/m 125  | 4 | 3   | 234 t/m 251 |              |   |             |     |              |
| 2   | 4   | 126 t/m 143  | 4 |     |             |              |   |             |     |              |

- De speelfilms:

1. Zoop in Afrika (uitgebracht op 10 november 2005)
2. Zoop in India (uitgebracht op 9 november 2006)
3. Zoop in Zuid-Amerika (uitgebracht op 8 november 2007)

## Discografie

### Albums
| Album met eventuele hitnotering(en) in de Nederlandse Album Top 100 | Datum van verschijnen | Datum van binnenkomst | Hoogste positie | Aantal weken | Opmerkingen |
| ------------------------------------------------------------------- | --------------------- | --------------------- | --------------- | ------------ | ----------- |
| Zoop in Afrika                                                      | 11-7-2005             | -                     | -               | -            |             |
| Zoop Hits                                                           | 19-11-2005            | -                     | -               | -            |             |
| Zoop in India                                                       | 5-6-2006              | -                     | -               | -            |             |

### Singles
| Lied                                  | Verschijnen  | Album | Hitlijsten  | Hitlijsten  | Hitlijsten   | Hitlijsten   | Opmerkingen     |
| Lied                                  | Verschijnen  | Album | NL (Top 40) | NL (Top 40) | NL (Top 100) | NL (Top 100) | Opmerkingen     |
| Lied                                  | Verschijnen  | Album | Piek        | Weken       | Piek         | Weken        | Opmerkingen     |
| ------------------------------------- | ------------ | ----- | ----------- | ----------- | ------------ | ------------ | --------------- |
| Zoop in Afrika (Djeo Madjula)         | 27 juni 2005 | —     | 12          | 10          | 4            | 18           | met gehele cast |
| Zoop in India (Magisch avontuur)      | 5 juni 2006  | —     | 30          | 4           | 9            | 16           | met gehele cast |
| Zoop in Zuid-Amerika (Baila Mi Tango) | juni 2007    | —     | —           | —           | 63           | 5            | met gehele cast |

### Solo-singles
| Lied                  | Verschijnen     | Album | Hitlijsten  | Hitlijsten  | Hitlijsten   | Hitlijsten   | Opmerkingen                                              |
| Lied                  | Verschijnen     | Album | NL (Top 40) | NL (Top 40) | NL (Top 100) | NL (Top 100) | Opmerkingen                                              |
| Lied                  | Verschijnen     | Album | Piek        | Weken       | Piek         | Weken        | Opmerkingen                                              |
| --------------------- | --------------- | ----- | ----------- | ----------- | ------------ | ------------ | -------------------------------------------------------- |
| Verliefd              | september 2004  | —     | —           | —           | 34           | 11           | door Ewout Genemans als Bastiaan                         |
| Ooh ooh voelt zo goed | 31 oktober 2005 | —     | —           | —           | 17           | 6            | door Ewout Genemans en Jon Karthaus als Bastiaan en Moes |
| Jadoo Jadoo           | 14 juli 2006    | —     | tip2        | —           | 23           | 10           | door Nicolette van Dam als Bionda                        |
| Laat me leven         | juni 2007       | —     | —           | —           | 98           | 1            | door Ewout Genemans en Jon Karthaus als Bastiaan en Moes |

## Boeken
Bij Van Holkema & Warendorf is ook een aantal leesboeken verschenen. De boeken zijn geschreven door Johan Nijenhuis, Anya Koek en Ed van Eeden.
1. Mike's geheim (2005)
2. Bastiaan is verliefd (2005)
3. Elise de heks (2005)
4. Het Taffie project (2005)
5. Sira is ook groot (2005)
6. Moes speurt naar vergif (2005)
7. Bastiaan in de knel (2005)
8. Taffies stoere broer (2005)
9. Sira moet kiezen (2006)
10. Bionda's show (2006)

Ook zijn de volgende fotostrips verschenen:
- Daar komen de rangers
- De ster van Ouwehands Dierenpark
- Moet Alwin weg?
- Mike's moeilijke keuze

Bovendien zijn er leesboeken, fotostrips, posterboeken en tijdschriften over de films en het maken van de films.

## Strips
De 36 pagina's tellende strip ZOOP in Rusland verscheen tussen 6 oktober (nr. 41) en 21 december 2006 (nr. 52) in het meisjesweekblad Tina. Hierin haalden de rangers een eenzaam ijsbeerjong op dat in Rusland was aangespoeld op een ijsschots. Ze namen hem mee terug naar het dierenpark om hem op te laten voeden door een ijsbeermoeder die onlangs haar jong was verloren.
Dit avontuur werd begin januari 2007 (vanaf nr. 3) opgevolgd door de 25 pagina's lange strip ZOOP in China. Hierin moesten de rangers vier zeldzame tijgers terugbrengen naar China die waren ontvoerd door gewetenloze dierensmokkelaars.
Dit verhaal werd op zijn beurt opgevolgd door ZOOP in Oceanië, waarin de rangers naar de Stille Oceaan afreisden.
De stripverhalen zijn geschreven door Anya Koek en Wijo Koek en getekend door Richard van de Pol.

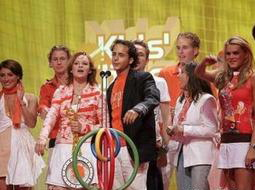
Uitreiking van de Nickelodeon Kids' Choice Awards

## Prijzen
In 2004 won Zoop de Gouden Stuiver, de prijs voor het beste jeugdprogramma, en de Kinderkast Televisieprijs. Ook won de serie twee keer de Nickelodeon Kids' Choice Awards. In 2006 won Ouwehands Dierenpark de SponsorRing Media voor de sponsoring van de serie.
Daarnaast wonnen verschillende acteurs een prijs voor hun rol in Zoop.

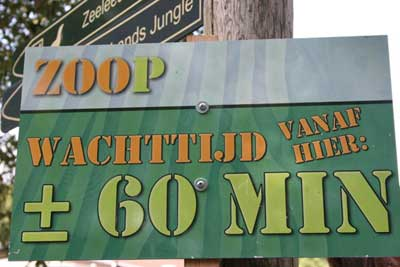
Wachttijdbord bij een fandag

## Fandagen
In Ouwehands Dierenpark werden regelmatig ZOOP fandagen georganiseerd waar enkele hoofdrolspelers handtekeningen uitdeelden. Gemiddeld kwamen hier ongeveer 11.000 mensen op af per keer.
Ook bij verschillende signeersessies en evenementen door het hele land was het regelmatig een drukte van belang. Nadat een aantal publieke optredens in grote winkels bijna uit de hand liep (doordat de acteurs door honderden kinderen werden belaagd) kondigde regisseur Johan Nijenhuis in 2006 aan dat de acteurs voortaan extra zouden worden beveiligd.

## Trivia
- Dankzij het succes van de serie kregen Patrick Martens en Monique van der Werff als hun personages Mike en Taffie wassen beelden in het wassenbeeldenmuseum Madame Tussauds Amsterdam.[19]
- Oorspronkelijk zou de serie Zoo Soap gaan heten, totdat de makers de titel afkortte tot ZOOP.[20]
- Meerdere hoofdrolspelers deden in eerste instantie een auditie voor een andere rol in de serie. Zo deed Vivienne van den Assem eerst auditie voor de rol van Taffie, Ewout Genemans voor de rol van Moes en Jon Karthaus ook voor een andere ranger.[20]
- Verschillende personages hadden meerdere namen of zijn later van naam veranderd. Taffie heet eigenlijk Godelieve, Siegfried noemde zich in het begin zowel Siegfried als Selwyn, Gaby heette bij aanvang Gaby Komproe, maar dat werd later Gaby Meerman, Berenger heet voluit Bowey Berenger, Mike heet voluit Michaelangelo.
- Vanwege de populariteit van de serie en de acteurs was er veel merchandise met de beeltenis van de acteurs erop: schoolartikelen, badartikelen, kleding, gezelschapsspellen, mokken, sleutelhangers, placemats, stickerboeken, posters, etc.